# Yacimiento icnológico de Tambuc Este
El yacimiento icnológico de Tambuc Este corresponde al Cretácico superior (Campaniense?), estando situado en el término municipal de Millares (Provincia de Valencia, España)

## Descripción
Las icnitas se localizan sobre estratos de calizas micríticas y calizas estromatolíticas laminadas, en disposición subhorizontal. Las calizas se disponen en bancos tabulares de potencia centimétrica a decimétrica. Presentan grietas de desecación y ripples de oleaje, indicando condiciones de exposición subaérea (ambiente de llanura de marea). Se han identificado un total de 84 icnitas tridáctilas completas o fragmentarias. No se cartografía un número indeterminado de marcas presentes sobre el sustrato, por no ser diferenciables claramente de otras marcas de disolución de la superficie del estrato.
Se identifican 62 icnitas aisladas y 22 icnitas formando parte de 6 rastros. El análisis de la orientación de las icnitas determina una dirección preferente de desplazamiento NE-SO, con un menor porcentaje de icnitas con orientación contrapuesta.
Las huellas, por su morfología y tamaño, pueden ser atribuidas a dinosaurios terópodos y ornitópodos de talla reducida a media. Existe cierta variabilidad en tamaño y forma de las icnitas, por lo que no se descarta que hallan sido impresas por dinosaurios de diferente estado de desarrollo dentro de una población monoespecífica, o por dinosaurios de diferentes taxones.
Se diferencian dos morfotipos principales: huellas tridáctilas mexaxónicas con las impresiones de los dígitos individualizadas, talón agudo, en ocasiones bilobulado, dígito III más largo que los otros y dígitos II y III orientados en sentido medial, atribuibles a dinosaurios terópodos de talla media. Las huellas tridáctilas, con impresiones digitales más redondeadas, de longitud y anchura equivalente, dígitos más cortos y talón redondeado, son morfologías propias de las huellas dejadas por dinosaurios ornitópodos.
Se han identificado 7 rastros compuestos por 3, 4, 3, 6, 3, 3 y 4 huellas, numerados desde TE-I a TE-VII. La longitud de los rastros viene indicada en la tabla correspondiente. Se presupone la existencia de icnitas en áreas del lecho del barranco cubiertas por depósitos de arenas y gravas.

## Estado de conservación
- Sustrato: las icnitas se encuentran sobre rocas calizas coherentes, sin peligro de arenización o fragmentación. Grandes fracturas transversales cruzan los afloramientos, pero no ponen en peligro la integridad de estos. La meteorización química del agua sobre la caliza ha producido la dilatación y expansión de las fracturas, y el consiguiente borrado de algunas huellas. La acción de las aguas de escorrentía, especialmente incrementado por el efecto de la carga de sedimentos, ha borrado las huellas en amplios sectores de los afloramientos.

Una gran parte de los afloramientos con huellas se encuentran cubiertos por depósitos de gravas y arenas transportadas por la corriente durante las crecidas.
- Icnitas: variable. Las icnitas se encuentran débilmente marcadas sobre las láminas más superiores de los estratos. En algunos sectores se han borrado por erosión del techo del estrato, debido a la disolución por parte del agua o por el desgaste producido por las corrientes de aguas cargadas de sedimento.